# Wölpinghausen
Wölpinghausen ist eine Gemeinde im Norden des Landkreises Schaumburg in Niedersachsen und Teil der Samtgemeinde Sachsenhagen.

## Geografie

### Lage
Wölpinghausen liegt an den Ausläufern der Rehburger Berge, nordwestlich von Sachsenhagen, westlich der Stadt Wunstorf, östlich von Rehburg-Loccum und südlich des Steinhuder Meeres.

### Gliederung
Die Gemeinde Wölpinghausen ist seit der Gemeindereform in Niedersachsen, die am 1. März 1974 in Kraft trat, Mitgliedsgemeinde der Samtgemeinde Sachsenhagen und besteht aus vier Ortsteilen:
- Bergkirchen
- Schmalenbruch mit Windhorn
- Wiedenbrügge mit Buschmanns Landwehr
- Wölpinghausen mit Teilen von Berghol und Spießingshol

## Geschichte

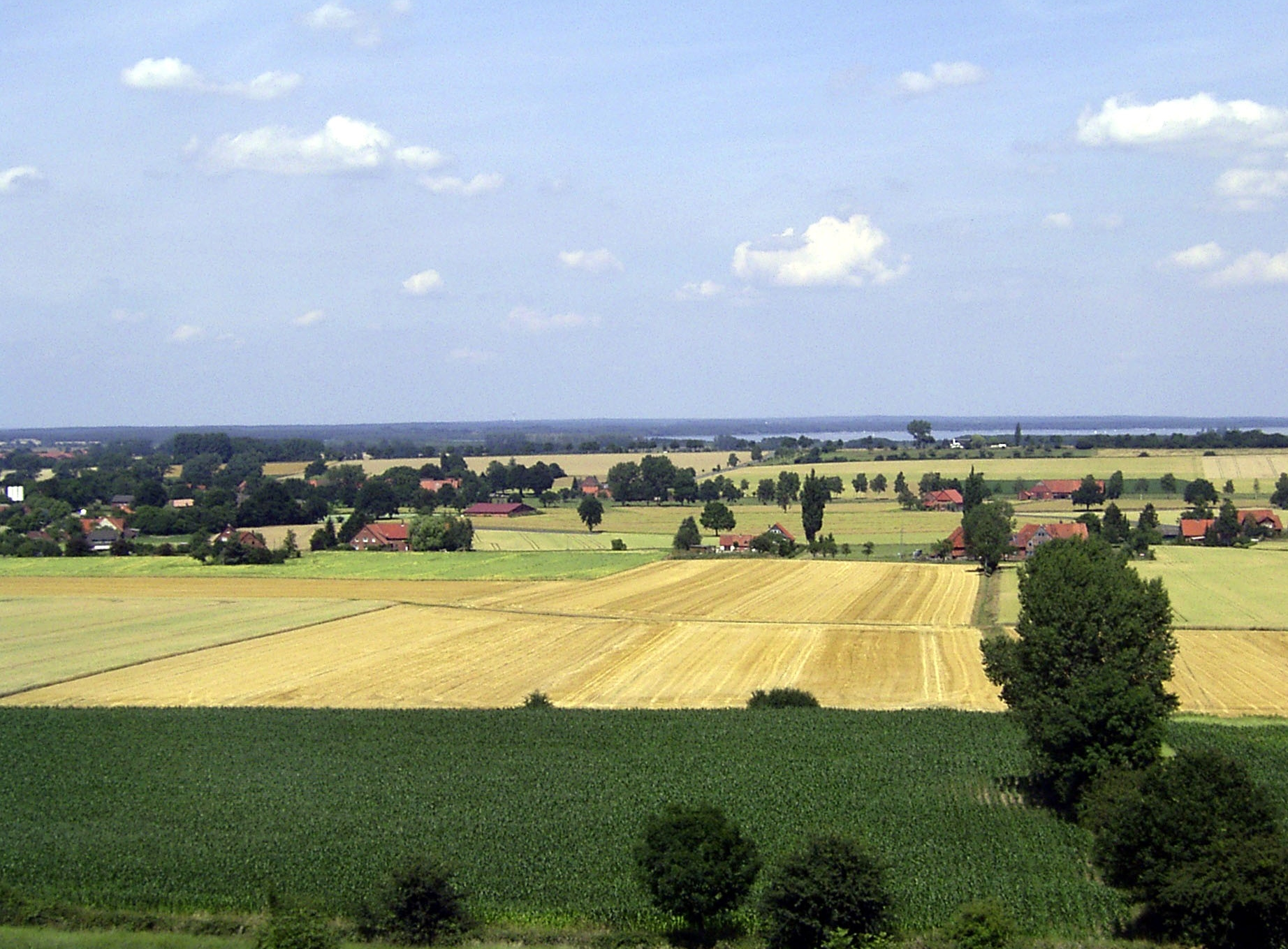
Blick auf Schmalenbruch

Das Gebiet auf und um den östlichen Ausläufer der Rehburger Berge im damaligen Dülwald wurde im 6. Jahrhundert mit kleinen Siedlungen durchsetzt. Der Höhenrücken der Rehburger Berge diente als Verbindungsweg zwischen den moorigen Niederungen des Waldes.

### Bergkirchen
Als älteste dörfliche Siedlung der Gemeinde Wölpinghausen wird Bergkirchen angesehen. Erstmals urkundlich erwähnt wurde der Ort als „Berkerken“ 1174 in einer Urkunde des Bischofs von Minden. Die Ursprünge dürften jedoch – als wohl älteste Ansiedlung auf den Rehburger Bergen – zwischen 800 und 1200 n. Chr. liegen. Die Entwicklung wurde maßgeblich durch die Kirche geprägt. An der Stelle des heutigen Kirchengebäudes, an der zuerst eine Kapelle errichtet wurde, befand sich ursprünglich wohl eine germanische Kultstätte. Teile der heutigen Kirche stammen aus dem 12. Jahrhundert. Zwischen 1300 und 1500 entwickelte sich Bergkirchen unter der Schirmherrschaft der Sachsenhäger Vögte zu einer geschlossenen Dorfanlage beidseitig des Kammwegs als Angerdorf. Durch die Wirren des Dreißigjährigen Kriegs wurde die Entwicklung unterbrochen, mehrfach wurde der Ort geplündert und litt unter den hohen Abgaben an die Schweden. Mit dem Westfälischen Frieden 1648 normalisierte sich das Leben wieder. Die Grafschaft Schaumburg wurde geteilt und Bergkirchen dem Amt Hagenburg zugeschlagen.
Ab 1750 wurde unter Graf Wilhelm die Zuwanderung von Ausländern gefördert, die Gartenland erhielten. Auch förderte er die Leinen-Verarbeitung, um der besitzlosen Schicht ein besseres Auskommen zu gewähren. So waren zahlreiche Einwohner Bergkirchens als Hausweber für die Steinhuder Webereien tätig. Um die Jahrhundertwende 1900 erfuhr Bergkirchen durch einen Steinbruch und ein Kohlebergwerk Zuzug von Arbeitern. Nach dem Zweiten Weltkrieg entwickelte sich Bergkirchen zunehmend zu einem Wohnstandort. Die Zahl der landwirtschaftlichen Vollerwerbsbetriebe ist seit 1970 von zwölf auf heute zwei zurückgegangen.

### Wölpinghausen
Wölpinghausen 1246 als „Welpinghusen“ erstmals urkundlich erwähnt wurde zu Beginn des 13. Jahrhunderts als Hagenhufendorf angelegt. Im 16. Jahrhundert entstand nach weiteren Rodungen die Siedlung Schmalenbruch. Die kleine Straßensiedlung Windhorn entwickelte sich aus einem Einzelhof im Osten von Schmalenbruch in der Niederung unterhalb von Bergkirchen.

### Wiedenbrügge
Seit 1238 existierte in Wiedenbrügge ein Solebrunnen, der ab 1730 für die Salzgewinnung genutzt wurde und im 19. Jahrhundert Sole ins benachbarte Bad Rehburg lieferte.
Zwischen 1300 und 1500 waren die Herren von Münchhausen Vögte des Bistums Minden von Sachsenhagen und Wölpinghausen. Die Bauern in Wiedenbrügge und Schmalenbruch waren seit dem 16. Jahrhundert Hörige derer von Münchhausen zu Remeringhausen.
Im Dreißigjährigen Krieg wurden die Orte größtenteils verwüstet. Nach der Teilung der Grafschaft Schaumburg 1647 kamen Wölpinghausen, Wiedenbrügge und Bergkirchen zum Amt Hagenburg in der Grafschaft Schaumburg-Lippe.

### 19. Jahrhundert
Nach 1800 wurden in Wölpinghausen weitere Siedlungen außerhalb des Ortes angelegt: Die Streusiedlungen „Berghol“, „Spießingshol“ und „Hinter dem Berge“ entstanden.
Im Krisenjahr 1847 veranlasste Fürstin Ida zu Schaumburg-Lippe die Errichtung des Wilhelmsturms an der Stelle, wo bis zu seinem Tod im Jahr 1777 das Jagdschlösschen Bergleben des Grafen Wilhelm gestanden hatte, als Arbeitsbeschaffungsmaßnahme für die hungernde Bevölkerung.
In Wölpinghausen wurde 1907 ein neues größeres Schulgebäude errichtet. Der Lehrer Eberling legte einen weit bekannten Stein- und Staudengarten an.
Von 1898 bis 1964 verlief die Bahnstrecke der Steinhuder Meer-Bahn durch Schmalenbruch und Wiedenbrügge. Die Bahnhöfe in Schmalenbruch und Wiedenbrügge entstanden und brachten einen wirtschaftlichen Aufschwung und zunehmend auch Fremdenverkehr in die kleinen Orte. Neben der Molkerei in Schmalenbruch entstanden noch weitere Gewerbebetriebe. Die ehemalige Bahntrasse ist heute ein Rad- und Wanderweg.
Die Gründung der drei Freiwilligen Feuerwehren der Gemeinde Wölpinghausen erfolgte in den 1920er Jahren in einer Reihe von ländlichen Feuerwehrgründungen im Freistaat Schaumburg-Lippe, darunter in Großenheidorn, Nienstädt, Lindhorst, Wiedenbrügge, Wölpinghausen, Niedernwöhren, Meerbeck, Pollhagen, Steinbergen, Bergkirchen (1929). Die Feuerwehren Bergkirchen, Wiedenbrügge und Wölpinghausen fusionierten 2024 zur Feuerwehr Gemeinde Wölpinghausen.
Gegen Ende des 20. Jahrhunderts stagnierte die Entwicklung der Gemeinde. Zunehmend entdecken Touristen den Reiz der landwirtschaftlich geprägten Region im Süden des Naturparks Steinhuder Meer.

### Eingemeindungen
Am 1. März 1974 wurden die Gemeinden Bergkirchen, Schmalenbruch-Windhorn und Wiedenbrügge eingegliedert.

## Religion
- Die evangelisch-lutherischen Einwohner der Gemeinde gehören zum Kirchspiel Bergkirchen mit der dortigen St.-Katharinen-Kirche.
- Die Katholiken in der Gemeinde Wölpinghausen gehören zur Pfarrgemeinde Stadthagen. Die Gläubigen besuchen die 1962/63 errichtete Hl.-Herz-Jesu-Kirche in Sachsenhagen. Sie ist eine Filialkirche der Pfarrgemeinde St. Joseph in Stadthagen.

## Politik

### Gemeinderat
Der Rat der Gemeinde Wölpinghausen setzt sich aus elf Ratsmitgliedern zusammen. Die Ratsmitglieder werden durch eine Kommunalwahl für jeweils fünf Jahre gewählt.
Bei den vergangenen Kommunalwahlen ergaben sich folgende Sitzverteilungen:
| Wahljahr                             | CDU | SPD | GRÜNE | Einzelbewerber* | Gesamt   |
| 2021                                 | 5   | 3   | 2     | 1               | 11 Sitze |
| 2016                                 | 5   | 5   | 1     | -               | 11 Sitze |
| 2011                                 | 4   | 5   | 2     | -               | 11 Sitze |
| _________________ *2021: Karl Sochor |     |     |       |                 |          |

Stand: Kommunalwahl am 12. September 2021

### Bürgermeister/Verwaltung
Bürgermeister ist Uwe Brinkmann (CDU). Zum Gemeindedirektor hat der Rat den Samtgemeindemitarbeiter Dirk Hesterberg bestellt. Das Gemeindebüro befindet sich in der Meeresblickstraße 2.

### Wappen
Das Wappen zeigt auf rotem Untergrund den silbernen Wilhelmsturm.

## Kultur und Sehenswürdigkeiten

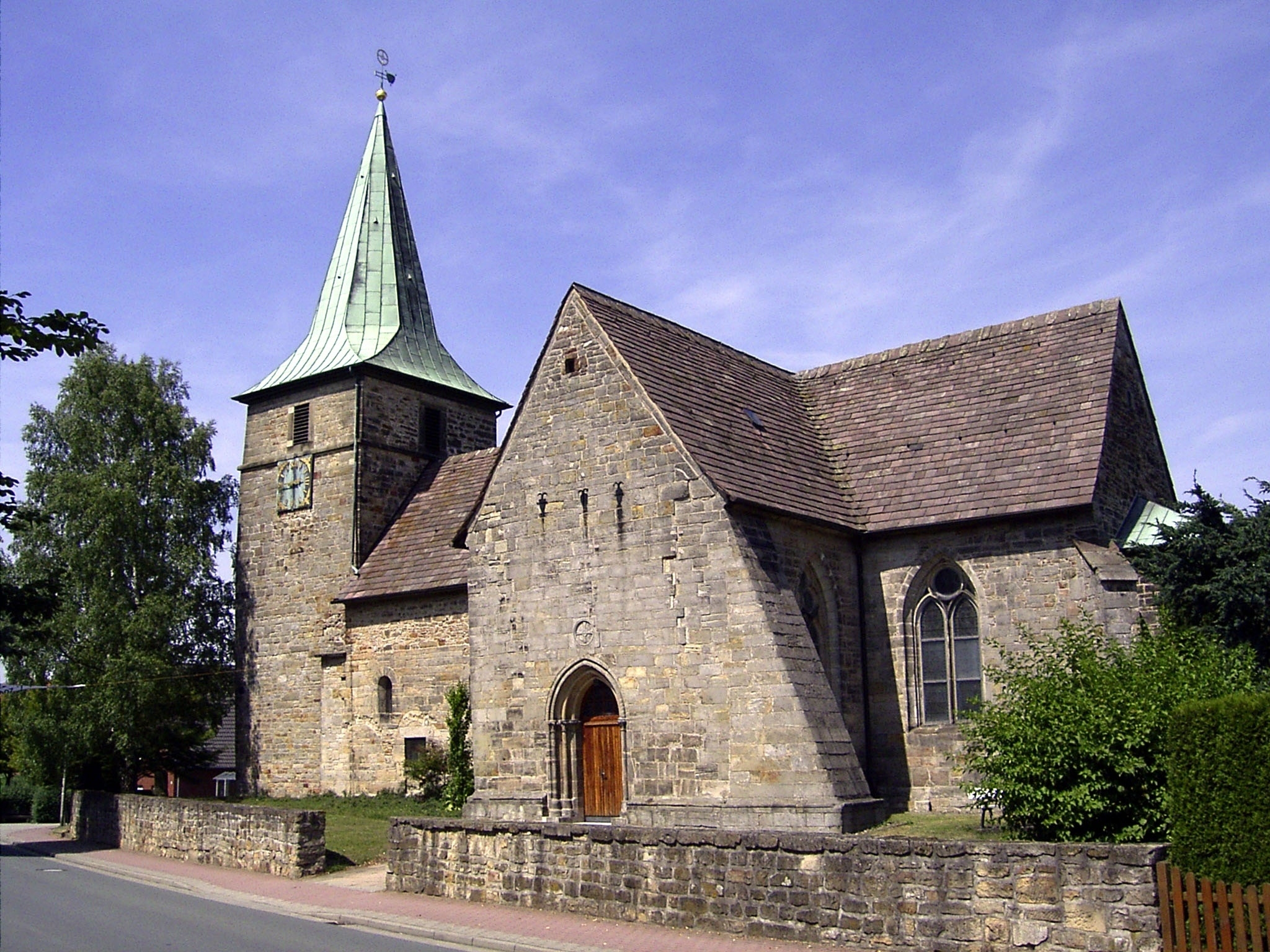
St.-Katharinen-Kirche in Bergkirchen

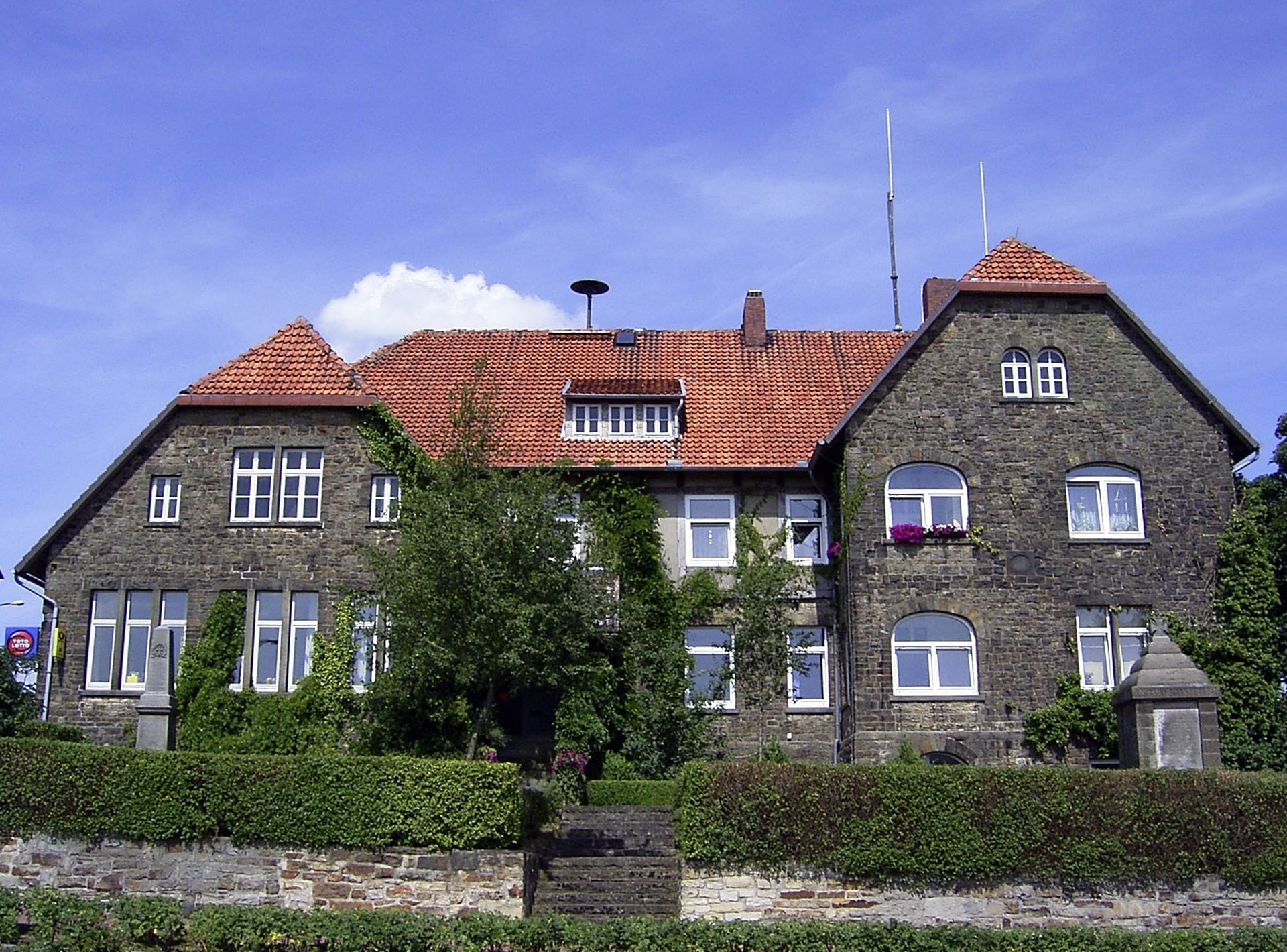
Alte Schule Wölpinghausen

### Bauwerke
- Die evangelische St.-Katharinen-Kirche in Bergkirchen wurde um 1150 erbaut.
- Der Pfarrhof Bergkirchen, ehemaliges Pastorenhaus, ist heute eine Tagungsstätte der Evangelischen Landeskirche Schaumburg-Lippe.
- Christus-Kreuz mit Aussichtsplatz, erbaut im Jahre 2000
- Die Holländermühle bei Bergkirchen war von etwa 1850 bis 1955 in Betrieb und ist in Privatbesitz.
- Die Alte Schule in Wölpinghausen wurde 1907 erbaut.
- Die Alte Schule Wiedenbrügge wurde 1905 erbaut und ist heute ein Kindergarten.
- Das Matteschlösschen in Wölpinghausen, erbaut als Luftkurhaus[7], stammt aus dem Jahr 1898.[8] Es ist in Privatbesitz.
- Der etwa 25 m hohe Wilhelmsturm bei Wölpinghausen wurde 1848 errichtet.

### Sport
Sporttreibende Vereine sind der Sportverein (SV) Wölpinghausen und der Tischtennisclub. Der SV ist ein 400 Mitglieder zählender Breitensportverein mit 14 Sparten von Aerobic bis Wandern. Es werden auch Kurse wie Yoga, Zumba, Tanzen, Selbstverteidigung und progressive Muskelentspannung angeboten. Für den Sportbetrieb steht eine Sporthalle zur Verfügung.
Schießsport ist in den Schützenvereinen Wiedenbrügge-Schmalenbruch und Wölpinghausen sowie der Kyffhäuserkameradschaft möglich.

### Vereine
Eine Besonderheit unter den Vereinen ist das „Infanterieregiment Graf Wilhelm“ in der Weckbatterie des Schützenvereins. In historischen Uniformen, Biwaks und Aufmärschen wird das Gedenken an den schaumburg lippischen Grafen Wilhelm wachgehalten, der viele Jahre seines Lebens in Wölpinghausen verbrachte.
Der Verein KuS e. V. Kultur und Soziales unterhält mit der „Kleinen Freiheit Nr. 4“  einen kulturellen und sozialen Treffpunkt.
Der Dorfverein Bergkirchen e. V. ist Träger örtlicher Gemeinschaftsveranstaltungen wie Osterfeuer und Erntefest.
Die Dorfjugend Wölpinghausen ist ein eingetragener Verein.

### Regelmäßige Veranstaltungen
- Erntefeste in Bergkirchen und Wölpinghausen
- Das „kleinste Schützenfest der Welt“ in Wiedenbrügge
- Schützenfest in Wölpinghausen
- Osterfeuer in den Ortsteilen
- Weihnachtsmarkt am 3. Advent in Wölpinghausen
- Adventsbasar der ev. Kirchengemeinde am 1. Advent
- Rock am Futtersilo in Wiedenbrügge
- Karneval in der fünften Jahreszeit mit den „Golanjecken“

## Wirtschaft und Infrastruktur

### Öffentliche Sicherheit
- Für die öffentliche Sicherheit ist das Polizeikommissariat Stadthagen zuständig. Im Tagesdienst ist eine Polizeistation in Hagenburg eingerichtet.
- Der abwehrende Brandschutz und die allgemeine Hilfe wird durch die Ortsfeuerwehr Gemeinde Wölpinghausen der Freiwilligen Feuerwehren der Samtgemeinde Sachsenhagen sichergestellt.

### Bildung
Im vorschulischen Bereich unterhält die Samtgemeinde Sachsenhagen einen Kindergarten in Wiedenbrügge. Grundschüler besuchen die Schule in Sachsenhagen. Weiterführende Schulen befinden sich in Lindhorst (Oberschule) sowie in Stadthagen (Gymnasien, IGS, Berufsbildende Schulen) und Rodenberg (IGS).

## Persönlichkeiten
- Wilhelm Teudt (1860–1942), im Ortsteil Bergkirchen geborener Laienhistoriker und Autor
- Wilhelm Dühlmeier (1888–1946), in Wölpinghausen geborener Landwirt und Politiker (DVP)
- Josef Posipal (1927–1997), Fußballspieler, Weltmeister 1954, spielte bei den Junioren von Blau-Weiß Wölpinghausen
- Karl Heinz Schneider (* 1953), im Ortsteil Wiedenbrügge geborener Historiker und Hochschullehrer
- Sabine Bulthaup (* 1962), Radiomoderatorin, Kabarettistin, Schauspielerin, Sängerin und Politikerin, lebt in Wiedenbrügge